# ایستگاه راه‌آهن مرکزی لایپزیگ
ایستگاه راه‌آهن مرکزی لایپزیگ (آلمانی: Leipzig Hauptbahnhof) ایستگاه اصلی راه‌آهن در لایپزیگ، آلمان است.
این ایستگاه که در سال ۱۹۱۵ تاسیس شده به راه‌آهن سراسری آلمان و اس-بان میته‌دویچلند متصل است.

## نگارخانه

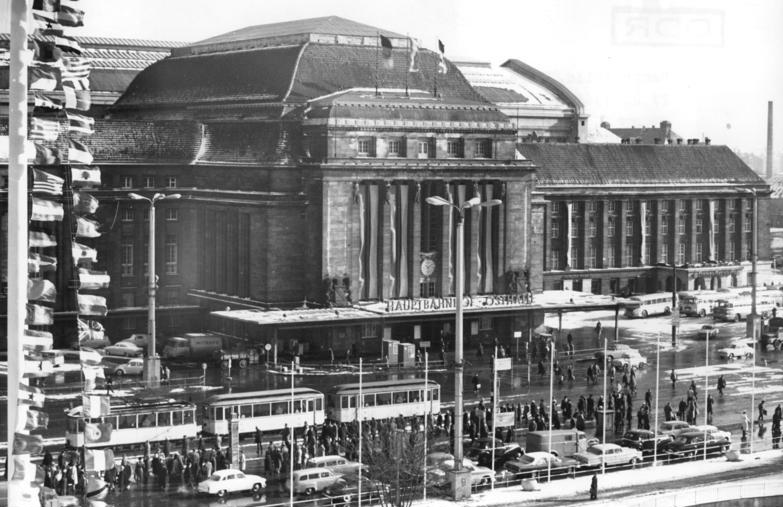
۱۹۶۵
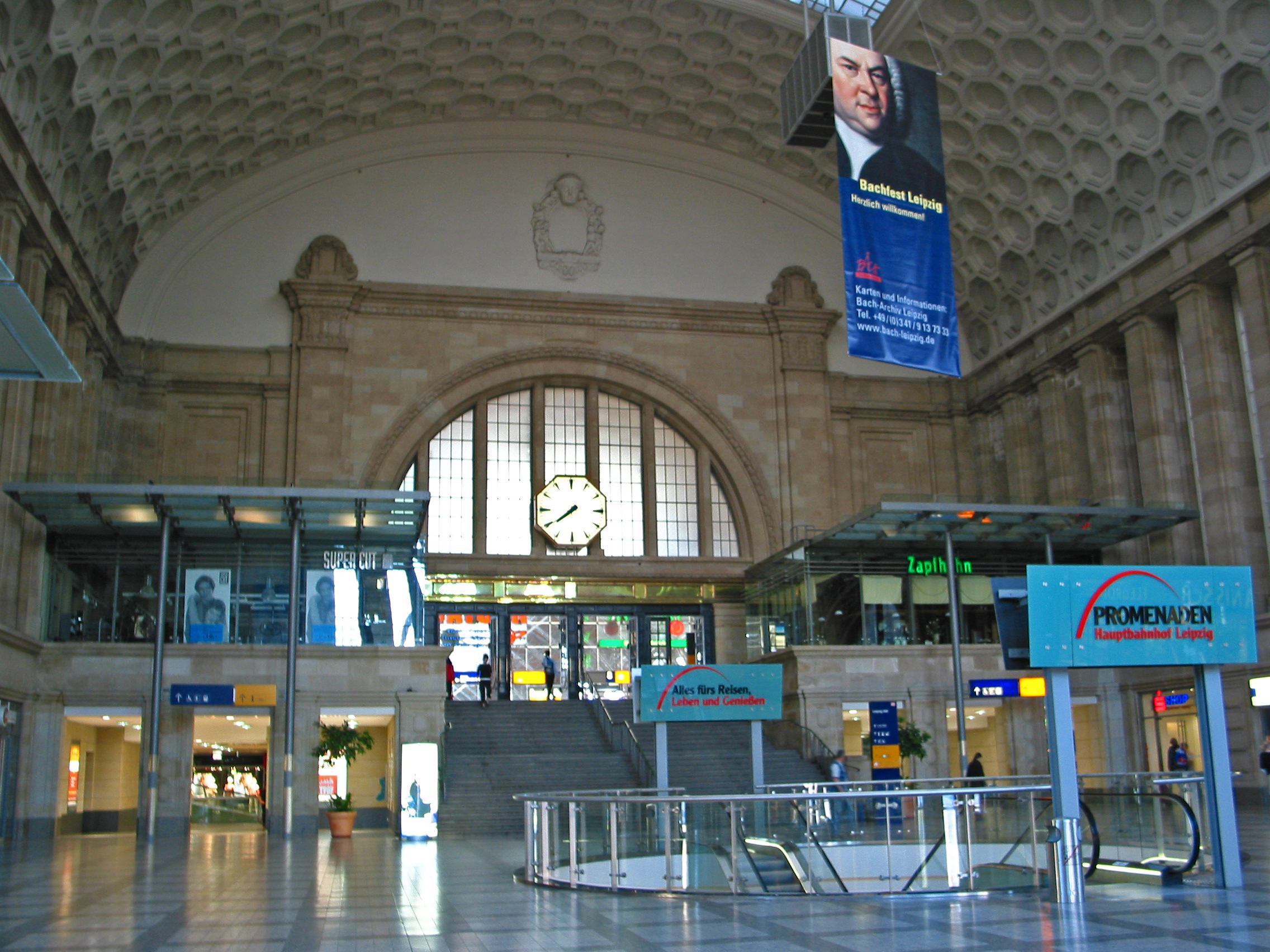
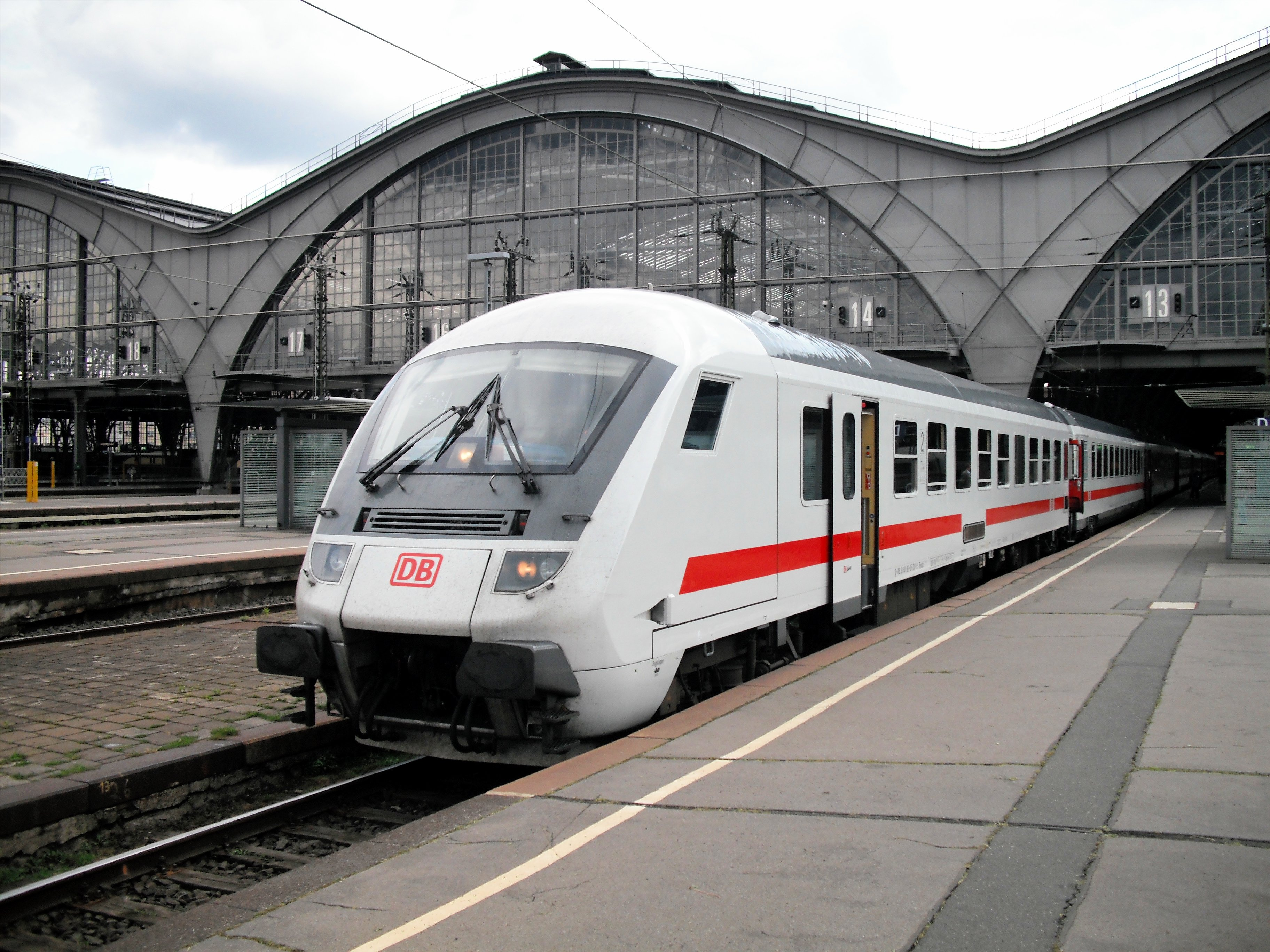
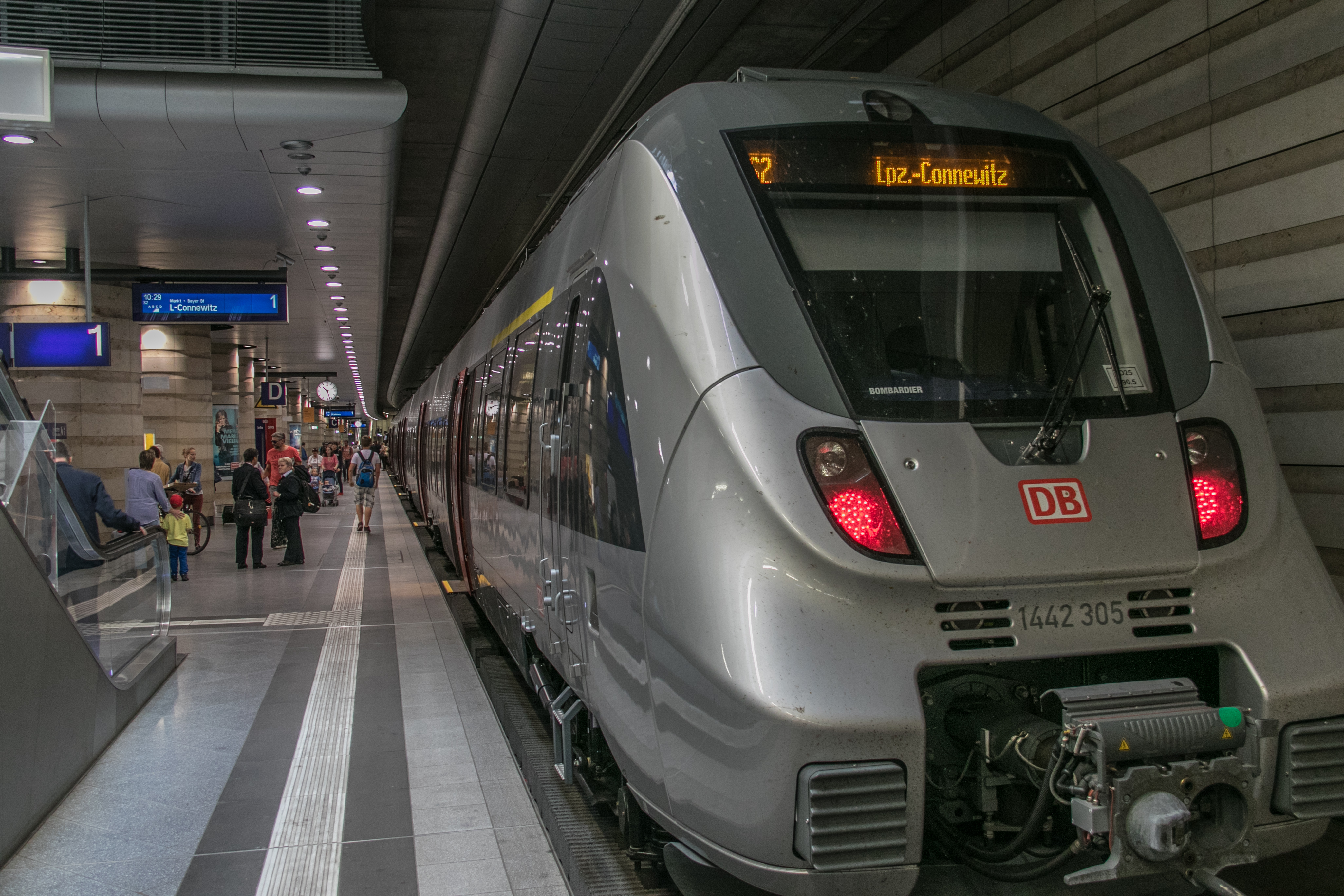